# 架谷昌信
架谷 昌信（はさたに まさのぶ、1941年 - ）は名古屋大学名誉教授。化学工学会会長。

## 人物・経歴
1963年名古屋大学工学部化学工学科卒業、1968年名古屋大学大学院工学研究科博士課程修了。名古屋大学講師、名古屋大学助教授を経て、1978年名古屋大学教授に昇格。1994年名古屋大学工学部学部長。1997年名古屋大学理工科学総合研究センターセンター長。通商産業省産業技術審議会委員、中部通産局中部総合エネルギー対策推進本部推進会議会長、化学工学会会長、8大学工学部長懇談会工学教育プログラム実施検討委員会委員長、愛知県新エネルギー産業協議会会長、愛知工業大学教授、財団法人名古屋産業科学研究所専務理事。
2001年7月17日、文部科学大臣賞。
2019年秋瑞宝中綬章。